# Мураші
Мураші́ (рос. Мураши) — місто, центр Мурашинського району Кіровської області, Росія. Адміністративний центр Мурашинського міського поселення.

## Населення
Населення міста становить 6322 особи (2017; 6384 у 2016, 6491 у 2015, 6574 у 2014, 6596 у 2013, 6634 у 2012, 6800 у 2011, 6750 у 2010, 6727 у 2009, 6900 у 2008, 7000 у 2007, 7100 у 2006, 7300 у 2005, 7700 у 2003, 7650 у 2002, 8400 у 2001, 8500 у 2000, 8900 у 1998, 9000 у 1996, 9500 у 1992, 10059 у 1989, 11363 у 1979, 12700 у 1970, 14216 у 1959, 7500 у 1939, 2700 у 1931).

## Історія
Місто було засноване 1895 року як селище при залізничній станції у складі Пінюжанської волості Орловського повіту Вятської губернії. 1929 року Мураші стали районним центром, 1944 року — отримало статус міста.